# Iragna
Iragna foi uma comuna da Suíça, no Cantão Tessino, com cerca de 495 habitantes. Estendia-se por uma área de 18,32 km², de densidade populacional de 27 hab/km². Confinava com as seguintes comunas: Biasca, Lavertezzo, Lodrino, Osogna, Personico.
A língua oficial nesta comuna era o Italiano.

## História
Em 2 de abril de 2017, passou a formar parte da nova comuna de Riviera.